# Meleoma pallida
Meleoma pallida is een insect uit de familie van de gaasvliegen (Chrysopidae), die tot de orde netvleugeligen (Neuroptera) behoort. 
Meleoma pallida is voor het eerst wetenschappelijk beschreven door Banks in 1908.